# Phorotrophus capensis
Phorotrophus capensis là một loài tò vò trong họ Ichneumonidae.